# 黑澤爾頓鎮區 (密歇根州)
黑澤爾頓鎮區（英語：Hazelton Township）是位於美國密歇根州夏厄沃西縣的一個行政鎮區。

## 地方資料
黑澤爾頓鎮區的面積為96.70平方千米，當中陸地面積為96.60平方千米，而水域面積為0.10平方千米。根據2020年美國人口普查的數據，當地共有人口2054人，而人口密度為每平方千米21.24人。